# Istorija Gane
Republika Gana je imenovana po srednjovekovnom zapadnoafričkom carstvu Gana. Carstvo je postalo poznato u Evropi i Arabiji kao Gansko carstvo po tituli njegovog cara, gane. Smatra se da se carstvo raspalo nakon osvajanja Almoravidskog generala Abu Bakr ibn Umara iz 1076. godine. Redukovano kraljevstvo je nastavilo da postoji i nakon što je vladavina Almoravida okončana, a kraljevstvo je kasnije inkorporirano u potonja Sahelijska carstva, kao što je carstvo Mali nekoliko vekova kasnije. Geografski gledano, drevno carstvo Gane bilo je oko 800 km severno i zapadno od moderne države Gane, i kontrolisalo je teritorije u oblasti reke Senegal i istočno od reka Niger u modernim Senegalu, Mauritaniji i Maliju.
Poljoprivredna ekspanzija je obeležila period pre 500. godine za većinu centralne podsaharske Afrike. Zemljoradnja je počela najranije na južnim delovima Sahare, da bi na kraju nastala seoska naselja. Pred kraj klasične ere u Zapadnoj Africi su se formirala veća regionalna kraljevstva, od kojih je jedno bilo Carstvo Gana, severno od današnje nacije Gana. Pre njegovog pada početkom 10. veka, ašantski migranti su se preselili na jug i osnovali nekoliko nacionalnih država, uključujući prvo carstvo Bono, osnovano u 11. veku, po kojem je region Brong-Ahafo (Bono Ahafo) nazvan. Smatra se da su kasnije akanske etničke grupe poput Ašantskog carstva i države Fanta nastale u prvobitnom naselju Bono kod Bono Mansoa. Veliki deo oblasti bio je ujedinjen pod Ašantskim carstvom do 16. veka. Ašantska vlada je u početku delovala kao labava mreža, a na kraju kao centralizovano carstva sa naprednom, visoko specijalizovanom birokratijom usredsređenom na glavni grad ašantske etničke grupe Kumasi.

## Predkolonijalni period
Već krajem 16. veka većina etničkih grupa koje čine moderno gansko stanovništvo naselila se na svojim sadašnjim lokacijama. Arheološki ostaci pronađeni u obalskoj zoni ukazuju na to da je ovo područje bilo naseljeno još od bronzanog doba (oko 2000. p. n. e.), ali ova društva, zasnovana na ribolovu u obimnim lagunama i rekama, ostavila su malo tragova. Arheološki radovi takođe ukazuju da je centralna Gana severno od šumske zone bila naseljena još pre 3.000 do 4.000 godina.
Ove migracije delom su rezultat stvaranja i raspada niza velikih država u zapadnom Sudanu (region severno od moderne Gane dreniran rekom Niger). Strogo gledano, ghana je bila kraljeva titula, ali su Arapi, koji su ostavili zapise o kraljevstvu, taj termin primenili na kralja, prestonicu i državu. Berberski istoričar i geograf iz 9. veka Al Jakubi opisao je drevnu Ganu kao jednu od tri najoorganizovanije države u regionu (ostale su bile Gao i Kanem u centralnom Sudanu).
Njeni vladari bili su poznati po bogatstvu zlata, raskoši svojih dvorova i ratničkim/lovačkim veštinama. Oni su takođe bili majstori trgovine zlatom, koja je privlačila severnoafričke trgovce u zapadni Sudan. Vojna dostignuća ovih i kasnijih vladara zapadnog Sudana i njihova kontrola nad rudnicima zlata u regionu činili su osnovu njihovih istorijskih odnosa sa trgovcima i vladarima u severnoj Africi i na Sredozemlju.
Gana je podlegla napadima svojih suseda u 11. veku, ali njeno ime i ugled su se održali. Godine 1957, kada su vođe bivše britanske kolonije Zlatne obale tražili odgovarajuće ime za svoju novu nezavisnu državu - prvu crnu afričku naciju koja je stekla nezavisnost od kolonijalne vladavine - svoju su novu zemlju nazvali po drevnoj Gani. Izbor je bio više nego samo simboličan, jer je moderna Gana, poput svog imenjaka, jednako poznata po bogatstvu i trgovini zlatom.
Iako nijedna od država zapadnog Sudana nije imala kontrolu nad teritorijama u modernoj Gani, nekoliko malih kraljevstava koja su se kasnije razvila, poput Bonomana, bila su pod upravom plemića za koja se veruje da su se doselili iz te regije. Trans-saharska trgovina koja je doprinela širenju kraljevstava u zapadnom Sudanu takođe je dovela do razvoja kontakata sa regionima u severnoj modernoj Gani, i u šumama na jugu.
Rast trgovine podstakao je razvoj ranih akanskih država smeštenih na trgovinskom putu do zlatnih polja, u šumskoj zoni na jugu. Sama šuma bila je slabo naseljena, ali narodi koji govore akanske jezike počeli su se useljavati u nju krajem 15. veka, sa prispećem useva iz Jugoistočne Azije i Novog sveta koji su mogli da se prilagode uslovima šuma. Ovi novi usevi obuhvataju sirak, banane i kasavu. Početkom 16. veka evropski izvori su primetili postojanje zlatom bogatih država Akan i Tvifu u dolini reke Ofin.
Prema usmenim predajama i arheološkim dokazima, države Dagomba bile su najranija kraljevstva koja su se pojavila u današnjoj Gani već u 11. veku, i bile su dobro uspostavljene do kraja 16. veka. Iako vladari država Dagomba nisu obično bili muslimani, oni su trgovali s njima, i primali njihove pisare i lekare. Kao rezultat njihovog prisustva, islam je uticao na sever i muslimanski uticaj se širio aktivnostima trgovaca i klerika.
U širokom pojasu smežurane zemlje između severnih granica države Dagomba pod uticajem muslimana, i najjužnijih ostataka Mosi kraljevstava (današnje severne Gane i južne Burkine Faso), bili su narodi koji nisu bili inkorporirani u dagombski entitet. Među tim narodima su bili i kasenski poljoprivrednici. Oni su živeli u takozvanom segmentiranom društvu, spojenom rođačkim vezama, i njima je vladao šef njihovog klana. Trgovina između Akanskih kraljevstava i Mosi kraljevstava na severu tekla je kroz njihovu domovinu, podvrgavajući ih islamskom uticaju i pljačkama od strane ovih moćnijih suseda.

## Literatura
- Austin, Gareth (2005). Labour, Land, and Capital in Ghana: From Slavery to Free Labour in Asante, 1807-1956. Boydell & Brewer. ISBN 978-1-58046-161-0.
- Ahlman, Jeffrey S (2017). Living with Nkrumahism: Nation, State, and Pan-Africanism in Ghana..
- Asare, Abena Ampofoa (2018). Truth without reconciliation: A human rights history of Ghana. U of Pennsylvania Press..
- Austin, Gareth (2005). Labour, Land, and Capital in Ghana: From Slavery to Free Labour in Asante, 1807–1956. Boydell & Brewer. ISBN 9781580461610.
- Austin, Dennis (1970). Politics in Ghana, 1946-1960. Oxford University Press..
- Biney, Ama. „The Legacy of Kwame Nkrumah in Retrospect.”. Journal of Pan African Studies. 2 (3). 2008.. online Архивирано на веб-сајту  (5. фебруар 2021), historiography
- Boahen, Adu (1966). „A New Look at the History of Ghana”. African Affairs. 65 (260): 212—222. JSTOR 719802. doi:10.1093/oxfordjournals.afraf.a095515.
- Boahen, A. Adu (1996). Mfantsipim and the Making of Ghana: a centenary history, 1876–1976. Sankofa Educational Pub. ISBN 978-9988-7631-1-4.
- Bourret, Florence Mabel (1949). Gold Coast: A survey of the Gold Coast and British Togoland, 1919–1946. Stanford University Press.. online
- Buah, F.K. A history of Ghana. London: Macmillan. 1998.
- Claridge, W. W (1915). A History of the Gold Coast and Ashanti.
- Davidson, Basil (1990). Black star: a view of the life and times of Kwame Nkrumah.
- Fuller, Harcourt (2014). Building the Ghanaian Nation-State: Kwame Nkrumah's Symbolic Nationalism. Springer. ISBN 978-1-137-44858-3.
- Gocking, Roger S (2005). The History of Ghana. Greenwood Press. ISBN 978-0-313-31894-8.. online free to borrow
- Graham, Charles Kwesi (2013). The History of Education in Ghana: From the Earliest Times to the Declaration of Independence. Routledge.
- McLaughlin, James L., and David Owusu-Ansah. "Historical setting." Ghana: A country study (1995, Library of Congress) pp: 1–58. online
- Owusu-Ansah, David (2014). Historical dictionary of Ghana. Rowman & Littlefield.
- Szereszewski, R (1965). Structural Changes in the Economy of Ghana, 1891–1911. London: Weidenfeld and Nicolson.
- Ward, W.E.F. A history of Ghana (Allen & Unwin, 1966) online free to borrow
- Great Britain. Colonial Office. Annual report on the Gold Coast (annual 1931–1953) online free
- Nkrumah, Kwame. I Speak of Freedom: A Statement of African Ideology. Westport, CT: Greenwood Press, . 1976 https://web.archive.org/web/20191110123756/http://www.questia.com/read/48142860/i-speak-of-freedom-a-statement-of-african-ideology. Архивирано из оригинала 10. 11. 2019. г. Приступљено 09. 05. 2021. Недостаје или је празан параметар |title= (помоћ).
- Apter, David E (1963). Ghana in Transition. New York: Atheneum..
- Asare, Abena Ampofoa (2018). Truth without Reconciliation: A Human Rights History of Ghana. Pennsylvania Studies in Human Rights. Philadelphia: University of Pennsylvania Press. ISBN 978-0-8122-5039-8..
- Biney, Ama (2008). „The Legacy of Kwame Nkrumah in Retrospect.”. Journal of Pan African Studies. 2 (3): 129.+. http://www.questia.com/read/1G1-192353346/the-legacy-of-kwame-nkrumah-in-retrospect%5B%5D.
- Boateng, E. A (1970). A Geography of Ghana (2nd изд.). Cambridge: Cambridge University Press.. Cambridge University Press, 1966.
- Bourret, F. M (1960). Ghana, the Road to Independence, 1919–1957. Revised ed. Stanford, CA: Stanford University Press..
- Foster, Philip, and Aristide R. Zolberg, eds (1971). Ghana and the Ivory Coast: Perspectives on Modernization. Chicago: University of Chicago Press..
- Gebe, Boni Yao (2008). „Ghana's Foreign Policy at Independence and Implications for the 1966 Coup D'etat.”. Journal of Pan African Studies. 2 (3): 160.+. http://www.questia.com/read/1G1-192353342/ghana-s-foreign-policy-at-independence-and-implications%5B%5D.
- Jahoda, Gustav (1961). White Man: A Study of the Attitudes of Africans to Europeans in Ghana before Independence. Oxford University Press..
- Lentz, Carola (2006). Ethnicity and the Making of History in Northern Ghana. International African Library. Edinburgh: Edinburgh University Press..
- Osemwengie, Ikonnaya (2019). „Living with Nkrumahism: Nation, State, and Pan-Africanism in Ghana.”. African Studies Quarterly. 18 (3): 3.+.  https://web.archive.org/web/20191110123910/http://www.questia.com/read/1G1-595353128/living-with-nkrumahism-nation-state-and-pan-africanism. Архивирано из оригинала 10. 11. 2019. г. Приступљено 09. 05. 2021. Недостаје или је празан параметар |title= (помоћ).
- Poe, D. Zizwe. (2003). Kwame Nkrumah's Contribution to Pan-Africanism: An Afrocentric Analysis. New York: Routledge..
- Quist-Adade, Charles (2007). „Ghana at Fifty Symposium: British Columbia, Canada.”. Journal of Pan African Studies. 1 (9): 224.+.  https://web.archive.org/web/20191110123841/http://www.questia.com/read/1G1-192394167/ghana-at-fifty-symposium-british-columbia-canada. Архивирано из оригинала 10. 11. 2019. г. Приступљено 09. 05. 2021. Недостаје или је празан параметар |title= (помоћ).
- Quist-Adade, Charles (2007). „Kwame Nkrumah, the Big Six, and the Fight for Ghana's Independence.”. Journal of Pan African Studies. 1 (9): 230.+.  https://web.archive.org/web/20191110123739/http://www.questia.com/read/1G1-192394169/kwame-nkrumah-the-big-six-and-the-fight-for-ghana-s. Архивирано из оригинала 10. 11. 2019. г. Приступљено 09. 05. 2021. Недостаје или је празан параметар |title= (помоћ).
- Salm, Steven J., and Toyin Falola (2002). Culture and Customs of Ghana. Westport, CT: Greenwood Press..
- Schittecatte, Catherine (2012). „From Nkrumah to NEPAD and Beyond: Has Anything Changed?”. Journal of Pan African Studies. 4 (9): 58.+.  https://web.archive.org/web/20191110123821/http://www.questia.com/read/1G1-306596679/from-nkrumah-to-nepad-and-beyond-has-anything-changed. Архивирано из оригинала 10. 11. 2019. г. Приступљено 09. 05. 2021. Недостаје или је празан параметар |title= (помоћ).
- Smertin, Yuri (1987). Kwame Nkrumah. New York: International Publishers. ISBN 978-0-7178-0655-3..
- Tettey, Wisdom J., Korbla P. Puplampu, and Bruce J. Berman, eds (2003). Critical Perspectives in Politics and Socio-Economic Development in Ghana. Leiden, Netherlands: Brill..
- Owusu-Ansah, David. "Society and Its Environment" (and subchapters). A Country Study: Ghana (La Verle Berry, editor). Library of Congress Federal Research Division (November 1994). This article incorporates text from this source, which is in the public domain (See About the Country Studies / Area Handbooks Program)

- Amanor, Kwabena Darkwa (2009). „Pentecostal and charismatic churches in Ghana and the African culture: confrontation or compromise?.”. Journal of Pentecostal Theology. 18 (1): 123—140. doi:10.1163/174552509X442192..
- Assimeng, Max (1976). „Traditional religion in Ghana: a preliminary guide to research.”. Thought and Practice Journal: The Journal of the Philosophical Association of Kenya. 3 (1): 65—89..
- Atiemo, Abamfo Ofori (2013). Religion and the inculturation of human rights in Ghana. A&C Black..
- Cogneau, Denis, and Alexander Moradi (2014). „Borders that divide: Education and religion in Ghana and Togo since colonial times.” (PDF). Journal of Economic History. 74 (3): 694—729. doi:10.1017/S0022050714000576.
- Dovlo, Elom. "Religion and the politics of Fourth Republican elections in Ghana" (1992, 1996)." (2006). online
- Langer, Arnim (2010). „The situational importance of ethnicity and religion in Ghana.”. Ethnopolitics. 9 (1): 9—29. doi:10.1080/17449050903557385..
- Langer, Arnim, and Ukoha Ukiwo. "Ethnicity, religion and the state in Ghana and Nigeria: perceptions from the street." in Horizontal Inequalities and Conflict (Palgrave Macmillan, London, (2008), pp. 205–226. online
- Venkatachalam, Meera (2015). Slavery, Memory and Religion in Southeastern Ghana, c. 1850–Present. Cambridge University Press., the religious history of the Anlo-Ewe peoples .